# 單一歐洲法案
《歐洲單一法案》（英文：Single European Act，縮寫：SEA）是1957年《羅馬條約》的首個主要修訂，法案訂立了歐洲共同體於1992年12月31日前建立單一市場的目標；又使歐洲政治合作成為法律條文，即歐盟共同外交與安全政策的前身。法案分別於1986年2月17日於盧森堡市及1986年2月28日於海牙簽署。法案於1987年7月1日生效，為德洛爾計畫的一部分。

## 背景
單一歐洲法案催生於1980年代，歐洲共同體成員國不滿成員國之間缺乏實際的自由貿易。政商界領袖渴望國家之間的法律得以協調，以解決政策上的差異。
條約的起草分別呼應了 Dooge 報告書中歐洲共同體的建制改革部分和歐洲理事會的共同市場改革白皮書。條約目標於1992年前於歐共體內建立一個「單一市場」。透過實施成員國間按合作程序立法，給予歐洲議會真正的立法權力，部長理事會之中又引入了更多多数表决机制。經議會的支持及由委員會提出下，理事會可以按程序，透過「特定多數」投票制來通過一個立法建議。但同樣，理事會亦能凌駕議會的決定，否決議會提交的法案。
單一歐洲法案在政治協議的基礎上，於1985年12月3日假盧森堡召開的歐洲理事會會議簽定。

## 概觀
單一歐洲法案的核心是期望在1992前於歐洲共同體內建立一個單一市場。為了達成上述目標，立法制度的改革必需妥善處理。改革內容包括引入合作程序和擴展特定多數投票制到更多範疇上，又縮短立法的程序，以期消除障礙、加強成員國之間的合作和競爭力。

## 簽署和承認
法案的簽署和承認並非一帆風順。共同體中有九國首先簽約，另外三國兩個成員國：丹麥和愛爾蘭，將條約交諸國內表決。
丹麥國會於1986年1月提出動議，要求拒簽法案，並且重新談判，議案以80對75票通過。丹麥政府原為支持法案，但反對者認為條約擴大了歐洲議會的權力，令人不安。政府把議案交諸全國自願的公投，期望能挾民意反敗為勝。公投於1986年2月17日舉行，投票率為75.4%，支持法案的票佔56.2%，反對佔43.8%。次日，丹麥代表於海牙簽署法案。同日簽署法案的還有意大利和希臘。諷刺的是，意大利的反對者認為條約賦予歐洲議會的權力太少。這些國家較其他九個成員國於盧森堡簽署遲了十一天。
計劃原先期望能於1986年底前獲承認，使法案能於1987年1月1日實施。但愛爾蘭因事件進入司法程序而受到拖延 ，故直到截止前，12個國家中只有11個能完成程序。
在克羅蒂訴總理案中，愛爾蘭最高法院裁定愛爾蘭憲法需要先修改，才能承認歐洲單一法案。而修改憲法必需發動公投。該公投最終於1987年5月26日，議題以69.9%贊成對30.1%反對，投票率為44.1%。最終愛爾蘭於1987年6月承認歐洲單一法案，同年7月1日實施。

## 條約時間表
| 圖例： 事實上繼承 框架： 事實上的內部框架 外部框架 | 圖例： 事實上繼承 框架： 事實上的內部框架 外部框架 | 圖例： 事實上繼承 框架： 事實上的內部框架 外部框架 |                               |                          |                                |                                |                         |                                                |                                                |                                                |                                                |                                                | 歐洲聯盟（歐盟）                               | 歐洲聯盟（歐盟） | 歐洲聯盟（歐盟） | 歐洲聯盟（歐盟） |            |            |
| 圖例： 事實上繼承 框架： 事實上的內部框架 外部框架 | 圖例： 事實上繼承 框架： 事實上的內部框架 外部框架 | 圖例： 事實上繼承 框架： 事實上的內部框架 外部框架 | 歐洲各共同體                  | 歐洲各共同體             | 歐洲各共同體                   | 歐洲各共同體                   | 歐洲各共同體            | （歐盟三支柱）                                 | （歐盟三支柱）                                 | （歐盟三支柱）                                 |                                                |                                                |                                                |                  |                  |                  |            |            |
| 圖例： 事實上繼承 框架： 事實上的內部框架 外部框架 | 圖例： 事實上繼承 框架： 事實上的內部框架 外部框架 | 圖例： 事實上繼承 框架： 事實上的內部框架 外部框架 |                               |                          | 歐洲原子能共同體               | 歐洲原子能共同體               | 歐洲原子能共同體        | 歐洲原子能共同體                               | 歐洲原子能共同體                               |                                                |                                                |                                                | 現今                                           |                  |                  |                  |            |            |
| 圖例： 事實上繼承 框架： 事實上的內部框架 外部框架 | 圖例： 事實上繼承 框架： 事實上的內部框架 外部框架 | 圖例： 事實上繼承 框架： 事實上的內部框架 外部框架 |                               | 歐洲煤鋼共同體           |                                |                                |                         |                                                |                                                |                                                |                                                |                                                |                                                |                  |                  |                  |            |            |
| 圖例： 事實上繼承 框架： 事實上的內部框架 外部框架 | 圖例： 事實上繼承 框架： 事實上的內部框架 外部框架 | 圖例： 事實上繼承 框架： 事實上的內部框架 外部框架 |                               | 歐洲經濟共同體           |                                |                                |                         |                                                |                                                |                                                |                                                |                                                |                                                |                  |                  |                  |            |            |
| 圖例： 事實上繼承 框架： 事實上的內部框架 外部框架 | 圖例： 事實上繼承 框架： 事實上的內部框架 外部框架 | 圖例： 事實上繼承 框架： 事實上的內部框架 外部框架 |                               |                          |                                |                                |                         |                                                | 申根區                                         | 申根區                                         | 歐洲共同體                                     | 歐洲共同體                                     |                                                |                  |                  |                  |            |            |
| 圖例： 事實上繼承 框架： 事實上的內部框架 外部框架 | 圖例： 事實上繼承 框架： 事實上的內部框架 外部框架 | 圖例： 事實上繼承 框架： 事實上的內部框架 外部框架 | TREVI                         | TREVI                    | TREVI                          | 司法與內政合作                 |                         |                                                |                                                |                                                |                                                |                                                |                                                |                  |                  |                  |            |            |
| 圖例： 事實上繼承 框架： 事實上的內部框架 外部框架 | 圖例： 事實上繼承 框架： 事實上的內部框架 外部框架 | 圖例： 事實上繼承 框架： 事實上的內部框架 外部框架 | TREVI                         | TREVI                    | TREVI                          | 司法與內政合作                 |                         | / 北大西洋公約組織                             | / 北大西洋公約組織                             | 現今                                           | 刑事領域警務與司法合作                         | 刑事領域警務與司法合作                         |                                                |                  |                  |                  |            |            |
| 英法協約                                           | 英法協約                                           | [西方聯盟到北約]                                   | [西方聯盟到北約]              | 歐洲政治合作             | 歐洲政治合作                   | 歐洲政治合作                   | 歐洲政治合作            | / 北大西洋公約組織                             | / 北大西洋公約組織                             | 現今                                           |                                                | 共同外交與安全政策                             | 共同外交與安全政策                             |                  |                  |                  |            |            |
| 英法協約                                           | 英法協約                                           | 西方聯盟                                           | 西方聯盟                      | 西方聯盟                 | / 西歐聯盟                     | / 西歐聯盟                     | / 西歐聯盟              | [1984年羅馬宣言重新激活了西歐聯盟並轉交至歐盟] | [1984年羅馬宣言重新激活了西歐聯盟並轉交至歐盟] | [1984年羅馬宣言重新激活了西歐聯盟並轉交至歐盟] | [1984年羅馬宣言重新激活了西歐聯盟並轉交至歐盟] | [1984年羅馬宣言重新激活了西歐聯盟並轉交至歐盟] | [1984年羅馬宣言重新激活了西歐聯盟並轉交至歐盟] |                  |                  |                  |            |            |
| 英法協約                                           | 英法協約                                           | 西方聯盟                                           | 西方聯盟                      | 西方聯盟                 | / 西歐聯盟                     | / 西歐聯盟                     | / 西歐聯盟              |                                                |                                                |                                                |                                                |                                                |                                                |                  |                  |                  |            |            |
| 英法協約                                           | 英法協約                                           | 西方聯盟                                           | 西方聯盟                      | 西方聯盟                 | [社會、文化移交歐洲理事會負責] | [社會、文化移交歐洲理事會負責] | 現今                    |                                                |                                                |                                                |                                                |                                                |                                                |                  |                  | 论 编            | 论 编      |            |
|                                                    |                                                    |                                                    | 歐洲理事會                    |                          |                                |                                | 現今                    |                                                |                                                |                                                |                                                |                                                |                                                |                  |                  | 论 编            | 论 编      |            |
| 英法協約                                           | 敦克爾克條約                                       | 布魯塞爾條約                                       | 歐洲委員會法規 與北大西洋公約 | 巴黎條約與歐洲防務共同體 | 倫敦–巴黎會議                  | 羅馬條約                       | 西歐聯盟-歐洲理事會協議 | 合併條約                                       | 達維尼翁報告                                   | 歐盟高峰會成立                                 | 單一歐洲法案                                   | 申根公約                                       | 馬斯垂克條約                                   | 阿姆斯特丹條約   | 尼斯條約         | 里斯本条约       | 里斯本条约 | 里斯本条约 |

## 外部連結
- Text of the Single European Act
- The History of the European Union - The Single European Act（页面存档备份，存于）
- CVCE: The Single European Act（页面存档备份，存于）
- Irish referendum of 26 May 1987（页面存档备份，存于）
- Single European Act（页面存档备份，存于）, Treaty available in ECOLEX-the gateway to environmental law (English)